# Neotoma micropus
Neotoma micropus és una espècie de mamífer rosegador de la família dels cricètids. Viu a Mèxic i els Estats Units (Colorado, Kansas, Nou Mèxic, Oklahoma i Texas). Ocupa una gran varietat d'hàbitats que es caracteritzen per la presència d'herba, matolls i cactus. És una espècie en risc mínim, és a dir, no sembla que hi hagi cap amenaça significativa per a la seva supervivència. El seu nom específic, micropus, significa ‘de peus petits’ en llatí.